# Urbanus procne
Urbanus procne este o specie de fluture din familia Hesperiidae. Este întâlnită din Argentina, mai la nord prin America Centrală și Mexic și până în sudul Texasului. 

## Descriere
Anvergura este de 37–48 mm. 

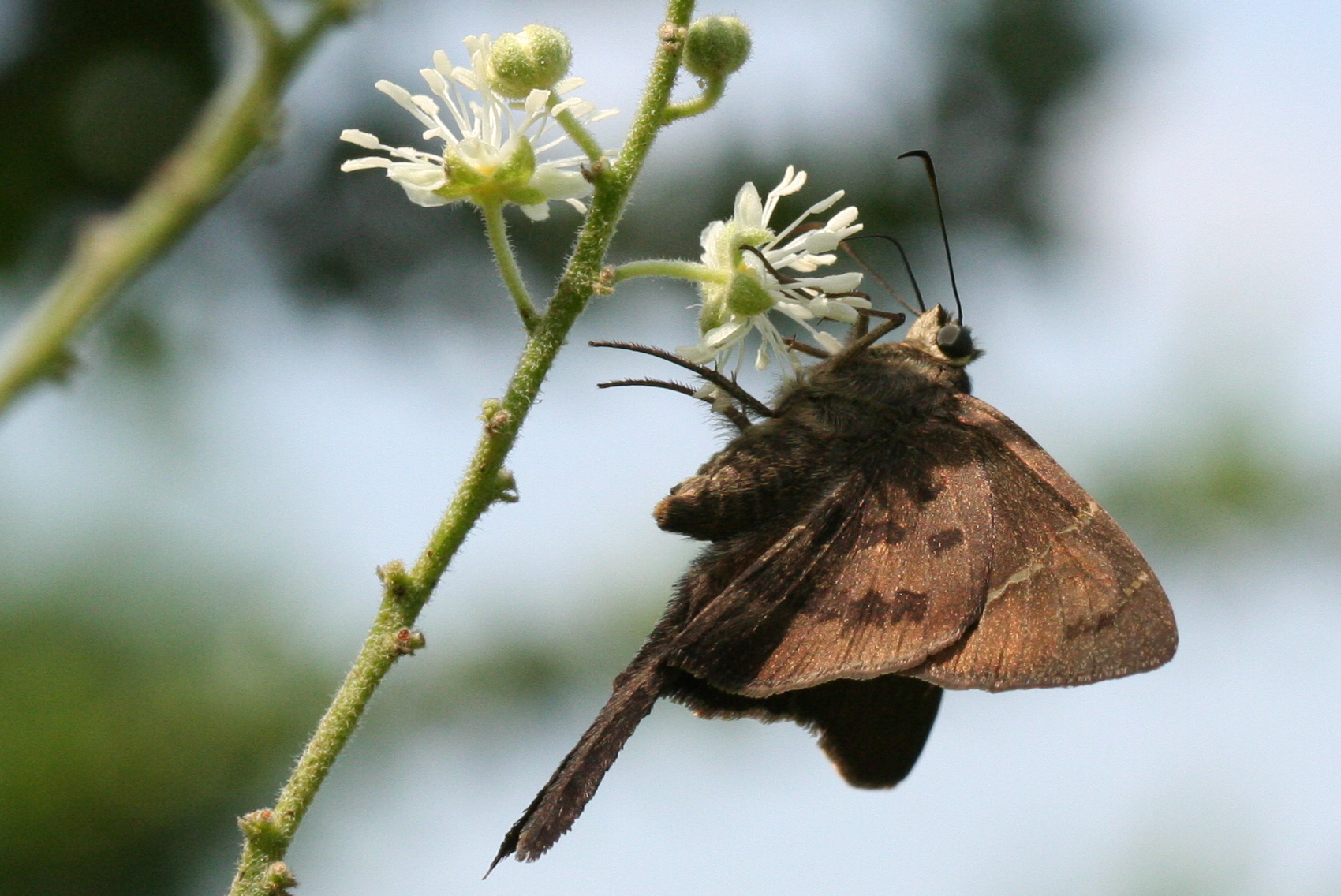
Urbanus procne

Larvele au ca principală sursă de hrană specile Cynodon dactylon și Sorghum halepense.